# Ворсовка
Во́рсовка (укр. Ворсівка) — село в Коростенском районе Житомирской области на Украине. До 19 июля 2020 года входило в состав Малинского района.
Основано в 1649 году. В селе имеется Никольский православный храм.
Код КОАТУУ — 1823482201. Население по переписи 2001 года составляет 374 человека. Почтовый индекс — 11655. Телефонный код — 4133. Занимает площадь 1,473 км².

## Известные жители
- Былина, Михал (1904—1982) — польский художник, график и иллюстратор.

## Адрес местного совета
11655, Житомирская область, Малинский р-н, с. Ворсовка.